# Thomas Patten
Thomas Patten (Dooega, 1910 – Boadilla del Monte, c. 17 de diciembre de 1936) fue un voluntario irlandés en la guerra civil española.

## Biografía
Thomas fue uno de los trece hijos de una familia de Dooega, Isla Achill , en el Gaeltacht del Condado de Mayo, donde el irlandés era la lengua materna. Siendo adolescente emigró a Inglaterra, para trabajar en Blackpool y Londres. En la capital británica participó en el Congreso Republicano Irlandés. En octubre de 1936, una vez iniciada la guerra civil española, Patten viajó a España. En Madrid, se alistó en las Brigadas Internacionales, milicia organizada para apoyar en la defensa de la ciudad de las fuerzas del bando sublevado durante la batalla de Madrid.
Murió en Boadilla del Monte en la noche del 16/17 de diciembre de 1936. Se le reconoce como el primer voluntario fallecido procedente de un país de habla inglesa y como el primer irlandés en morir en el conflicto, de un total de 74.
La muerte de Tommy Patten le fue comunicada a la familia por el escritor y activista irlandés afincado en España Peadar O'Donnell, quien en 1937 le dedicó al joven sus memorias de la guerra, Salud! An Irishman in Spain (1937).
En 1984 se erigió un monumento conmemorativo de Patten en Dooega, 
en cuya placa figura en irlandés, castellano e inglés, el siguiente texto:

Murió luchando en la "defensa de Madrid" en 1936 por la defensa de la República de España, y de todos los trabajadores del mundo entero.